# كورتني إندرز
كورتني إندرز (بالإنجليزية: Courtney Enders)‏ هي سائقة سباق أمريكية، ولدت في 14 نوفمبر 1986 في هيوستن في الولايات المتحدة.